# Barranquitas
Barranquitas ist eine der 78 Gemeinden von Puerto Rico. Sie liegt im Zentrum von Puerto Rico. Sie hatte 2019 eine Einwohnerzahl von 27.725 Personen.

## Geografie
Barranquitas ist eine Binnengemeinde in der Mitte der Cordillera Central von Puerto Rico, der Hauptgebirgskette, die die Insel von Westen nach Osten durchzieht. Sie grenzt an die Gemeinden Corozal, Naranjito, Coamo, Aibonito, Orocovis und Comerío. Das Gelände ist überwiegend bergig.

## Geschichte
Die Stadt wurde 1803 von Antonio Aponte Ramos gegründet. Zu Beginn des 20. Jahrhunderts hatten die Bewohner von Barranquitas, bekannt als Barranquiteños, einen kurzen, aber legendären Territorialkrieg mit den Bewohnern der Stadt Comerío.
Puerto Rico wurde nach dem Spanisch-Amerikanischen Krieg von Spanien im Rahmen des Pariser Vertrags von 1898 abgetreten und wurde ein Territorium der Vereinigten Staaten. Im Jahr 1899 führten die Vereinigten Staaten ihre erste Volkszählung in Puerto Rico durch und stellten fest, dass die Einwohnerzahl von Barranquitas 8.103 betrug. 

## Gliederung
Die Gemeinde ist in acht Barrios aufgeteilt:
1. Barrancas
2. Barranquitas barrio-pueblo
3. Cañabón
4. Helechal
5. Honduras
6. Palo Hincado
7. Quebrada Grande
8. Quebradillas

## Wirtschaft
Einige der landwirtschaftlichen Güter, die in Barranquitas angebaut werden, sind Kaffee, Früchte und Gemüse. 

## Persönlichkeiten
- Luis Muñoz Rivera (1859–1916), Dichter, Journalist und Politiker